# 圣蒂博 (科多尔省)
圣蒂博（法語：Saint-Thibault，法語發音：[sɛ̃ tibo]）是法国科多尔省的一个市镇，属于蒙巴尔区。

## 地理
圣蒂博（47°22'23"N, 4°28'21"E）面积12.35 平方千米，位于法国勃艮第-弗朗什-孔泰大區科多尔省，该省份为法国中东部省份，北起奥布省，西接涅夫勒省和约讷省，南至索恩-卢瓦尔省，东南接汝拉省，东临上索恩省，东北部与上马恩省接壤。
与圣蒂博接壤的市镇（或旧市镇、城区）包括：沃洛尼、托雷苏沙尔尼、伯里佐、克拉姆雷、马西伊和德拉西、诺尔米耶、维托。

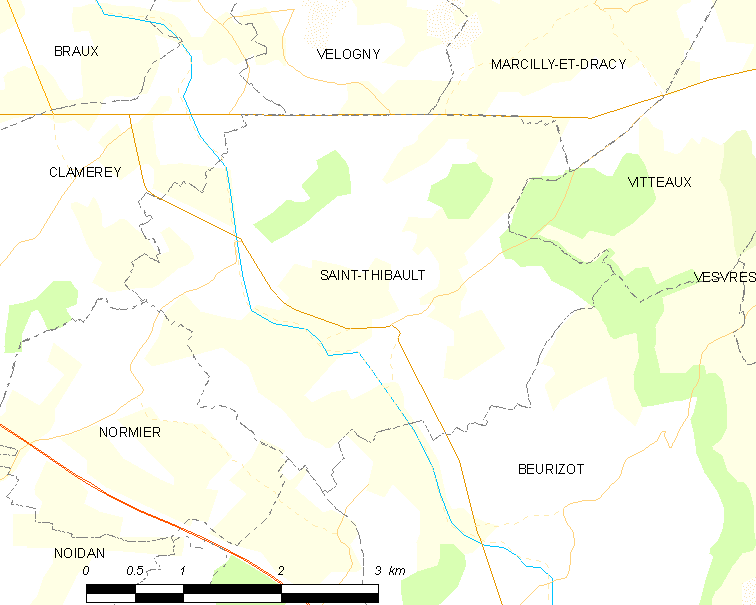
的OSM定位图

圣蒂博的时区为UTC+01:00、UTC+02:00（夏令时）。

## 行政
圣蒂博的邮政编码为21350，INSEE市镇编码为21576。

## 政治
圣蒂博所属的省级选区为欧苏瓦地区瑟米尔县。

## 人口

1962-2008年间人口变化图示

圣蒂博于2022年1月1日时的人口数量为155人。